# Hareh Bāgh
Hareh Bāgh (persiska: هَر باغِ خَيّاط, هَر باغ, هَرِه باغِ خَيّاط, هره باغ, Har Bāgh-e Khayyāţ) är en ort i Iran.   Den ligger i provinsen Lorestan, i den västra delen av landet, 400 km sydväst om huvudstaden Teheran. Hareh Bāgh ligger 1 658 meter över havet och antalet invånare är 220.
Terrängen runt Hareh Bāgh är huvudsakligen kuperad, men den allra närmaste omgivningen är platt. Runt Hareh Bāgh är det ganska tätbefolkat, med 70 invånare per kvadratkilometer. Närmaste större samhälle är Fīrūzābād, 6,5 km öster om Hareh Bāgh. Trakten runt Hareh Bāgh består i huvudsak av gräsmarker.